# Valentine Telegdi
Valentine Telegdi (ungherese Telegdi Bálint; 11 gennaio 1922 – 8 aprile 2006) è stato un fisico ungherese naturalizzato statunitense.
Fu Enrico Fermi Distinguished Service Professor presso l'Università di Chicago prima di trasferirsi al Politecnico federale di Zurigo. In seguito si divise tra il CERN ed il California Institute of Technology. Presiedette il comitato scientifico del CERN dal 1981 al 1983. Nel 1991 vinse il Premio Wolf insieme a Maurice Goldhaber. Fu anche membro straniero della Royal Society.